# Байдары (Пермский край)
Байдары — деревня в Чердынском районе Пермского края. Входит в состав Рябининского сельского поселения.

## Географическое положение
Расположена примерно в 12 км к югу от центра поселения, посёлка Рябинино, и в 22 км от районного центра, города Чердынь.

## Население
| 2010 |
| ---- |
| 6    |

## Топографические карты
- Лист карты P-40-137,138 Курган. Масштаб: 1 : 100 000. Состояние местности на 1982 год. Издание 1988 г.